# George Ernest Morrison
George Ernest Morrison (4 de febrero de 1862, 30 de mayo de 1920) fue un aventurero australiano nacido en Escocia y graduado como doctor médico en la Universidad de Edimburgo.
Morrison se forjó un nombre recorriendo Australia. Para 1897, él era un corresponsal residente para The Times en Pekín, China, y subsecuentemente viajó de Pekín a Birmania por vía de Yunnan. Su libro 'Un australiano en China' detalla sus experiencias en el periódico. En 1900, él ayudó a organizar la defensa de las delegaciones extranjeras en Pekín cuando fueron sitiadas por 55 días durante la Rebelión de los Boxers.
Morrison fue consultor político del presidente de China de 1912 a 1920.
El libro Morrison de Pekín es una biografía hecha en 1971 por Cyril Pearl.